# Yealink Network Technology
Yealink Network Technology ist ein Unternehmen im Bereich Telekommunikation mit Sitz in Xiamen, Volksrepublik China.

## Geschichte
Gegründet im Jahr 2001, wurde Yealink schnell zum größten Anbieter von SIP-Telefonen in der Volksrepublik China. Zwischen 2009 und 2011 konnte das Unternehmen das größte Wachstum im Endgerätemarkt erzielen. 2013 wurde ein Forschungs- und Entwicklungszentrum in Hangzhou eröffnet. Mit dem ersten Videokonferenz-System im Jahre 2015 wurde das Portfolio erweitert, und das Unternehmen konnte sich damit schnell auf dem Markt etablieren. Es folgte 2017 der Börsengang an der Shenzhen Stock Exchange. Seit 2018 ist Yealink führend im Bereich der SIP-Tischtelefone.

## Produkte
- SIP-Telefone
- DECT Telefone

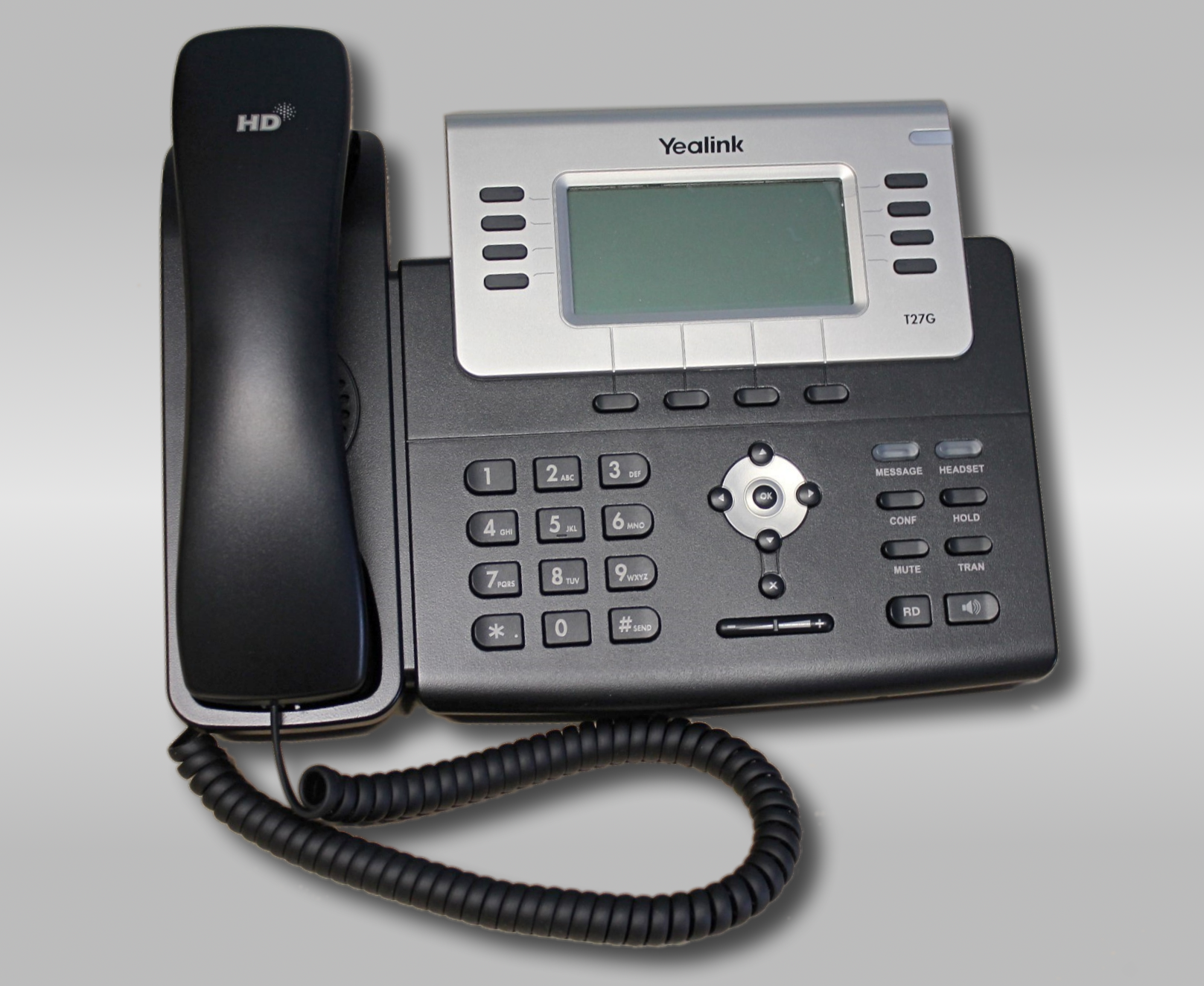
Yealink T27G Tischtelefon (2016)

- Audio- und Videokonferenz-Hardware
- Headsets
- Endgeräte für Microsoft Teams, Skype und Zoom Video Communications